# 1641
Cette page concerne l'année 1641  du calendrier grégorien.
L'année 1641 est une année commune qui commence un mardi.

## Événements
- 14 janvier : les Hollandais prennent Malacca aux Portugais après six mois de siège au terme d'un assaut sanglant[1]. Ils contrôlent tous les passages entre l’océan Indien et le Pacifique (détroits de Malacca, de Lombok et de la Sonde) et interdisent l'accès des Moluques aux Anglais. Cette annexion affaiblit les sultans d’Aceh et de Mataram.

- 23 février : début du règne du manikongo Garcia II du Kongo (fin en 1660)[2].

- 30 avril, Maroc : assassinat du marabout El-Ayachi, maître de Salé, lors des luttes intestines qui déchirent la République du Bouregreg[3]. Les marabouts de Dila, près de Khénifra, sont maîtres du Nord du Maroc après avoir vaincu le chérif saadien et les partisans du marabout El-Ayachi.

- 30 mai : une flotte hollandaise quitte Recife pour l'Angola[4].

- 24 juillet : au Japon, les Hollandais sont transférés de Hirado à Deshima[5]. Ils tiennent le monopole de l’import-export sur l’archipel.

- 26 août, Angola : les Hollandais chassent les Portugais de Luanda[4] ; le 21 décembre, ils occupent Benguela[6] (1641-1648). La reine Jinga du Matamba prend leur parti[7].

### Amérique
- 11 mars : bataille de Mbororé. Les Guaranis de la Mission jésuite barrent les bandeirantes paulistes[8]. Le jésuite Domingo de Torres prend leur tête pour les défendre contre les chasseurs d’esclaves.Amador Bueno n'acceptant pas la Couronne, poursuivi par les Paulistes, se réfugie dans le monastère de São Bento, à São Paulo. Huile d'Oscar Pereira da Silva.

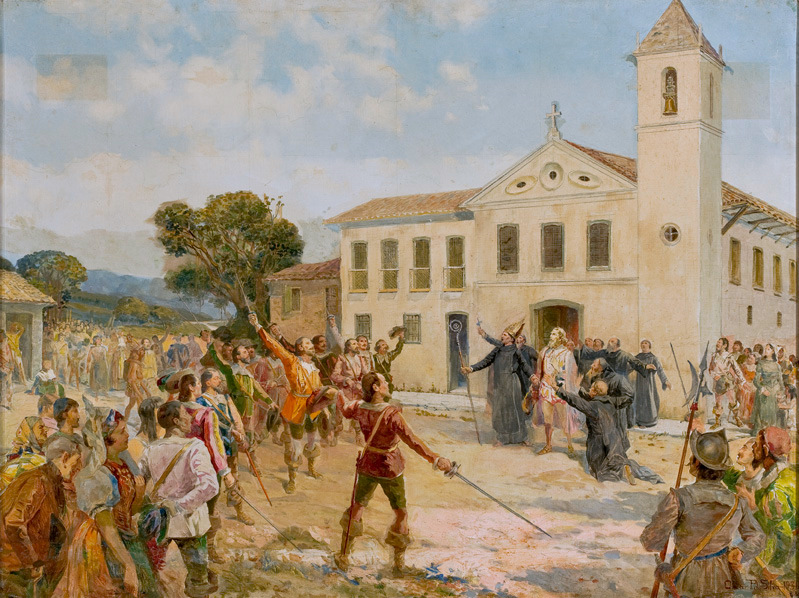
Amador Bueno n'acceptant pas la Couronne, poursuivi par les Paulistes, se réfugie dans le monastère de São Bento, à São Paulo. Huile d'Oscar Pereira da Silva.

- 1er avril : proclamation d'Amador Bueno, qui refuse la couronne offerte par les commerçants de São Paulo au Brésil[9].
- 20 mai : le jésuite Jean de Quen découvre le lac Saint-Jean, au Québec[10].
- 13 juin : début de la première guerre franco-iroquoise (fin en 1645)[11]. En dépit des nombreux traités de paix qui interrompront la guerre, elle dure 25 ans.
- 8 août : arrivée de Jeanne Mance au Canada avec une quarantaine de colons pour fonder Ville-Marie (Montréal). Maisonneuve arrivera à Tadoussac vers le 20 septembre[11]. Jérôme Le Royer, sieur de La Dauversière et Jean-Jacques Olier (futur fondateur des Sulpiciens) ont fondé en 1639 la Société Notre-Dame de Montréal. En juin 1641, elle compte 8 membres, dont Paul Chomedey de Maisonneuve (1612-1676), Jeanne Mance (1606-1673) et Angélique de Bullion. La compagnie des Cent-Associés concède l’île de Montréal comme seigneurie à la société[12].
- 2 novembre : convention secrète entre Poincy et François Levasseur, qui est reconnu gouverneur de l’île de la Tortue pour la France ; elle stipule la liberté de conscience et l'égalité entre les religions catholique et protestante[13].

### Europe
- 17-23 janvier : république catalane instaurée par Pau Claris, chanoine d’Urgell[14].
- 23 janvier : les Cortes de Catalogne proclament la déchéance de Philippe IV d'Espagne et reconnaissent Louis XIII comte de Barcelone[15].
- 26 janvier : victoire des Franco-Catalans sur les Espagnols à la bataille de Montjuïc[14].
- 28 janvier : les Cortes de Portugal confirment la couronne à Jean IV de Portugal[16].

- 12 mars : le comte d’Harcourt met le siège devant Ivrée, prise le 24 avril[17].
- 29 mars : le duc de Lorraine s'allie avec la France au traité de Paris. Il refuse de joindre ses troupes à celles du maréchal de Châtillon[18].

- Printemps : offensive de l’Espagne contre le Portugal, menée sans conviction, faute de moyens[19].
- 30 avril : Jean de Bragance reçoit la délégation venue annoncer à Lisbonne la nouvelle du ralliement du Brésil à la couronne portugaise. Le père jésuite António Vieira, qui fait partie des messagers qui apportait, est retenu par le roi comme conseiller. Il recommandera la modération à l’égard des nouveaux chrétiens, ce qui lui vaudra un procès auprès de l’Inquisition en 1649[20].

- 20 mai : mort de Baner à Halberstadt. Guébriant prend le commandement des troupes suédoises en attendant l’arrivée de Lennart Torstenson[21].

- 1er juin : Jean IV de Portugal conclut une alliance avec la France et la Suède[15].
- 12 juin : trêve entre le Portugal et les Provinces-Unies[22]. Perte de l’Angola au profit des Hollandais.
- 29 juin : victoire des Suédois, sous les ordres de Carl Gustaf Wrangel et du comte Hans Christoff de Kœnigsmark sur les Autrichiens menés par l'archiduc Léopold de Habsburg à Wolfenbüttel[18].
- 30 juin : second traité de Hambourg entre la France et la Suède[18].

- 4-6 juillet : victoire navale espagnole sur la France à la première bataille de Tarragone[23].
- 6 juillet : Châtillon est battu à la bataille de la Marfée par Guillaume de Lamboy, Maurice de la Tour d'Auvergne et le comte de Soissons, qui est tué[18]. Le duc de Lorraine reprend le combat contre la France.

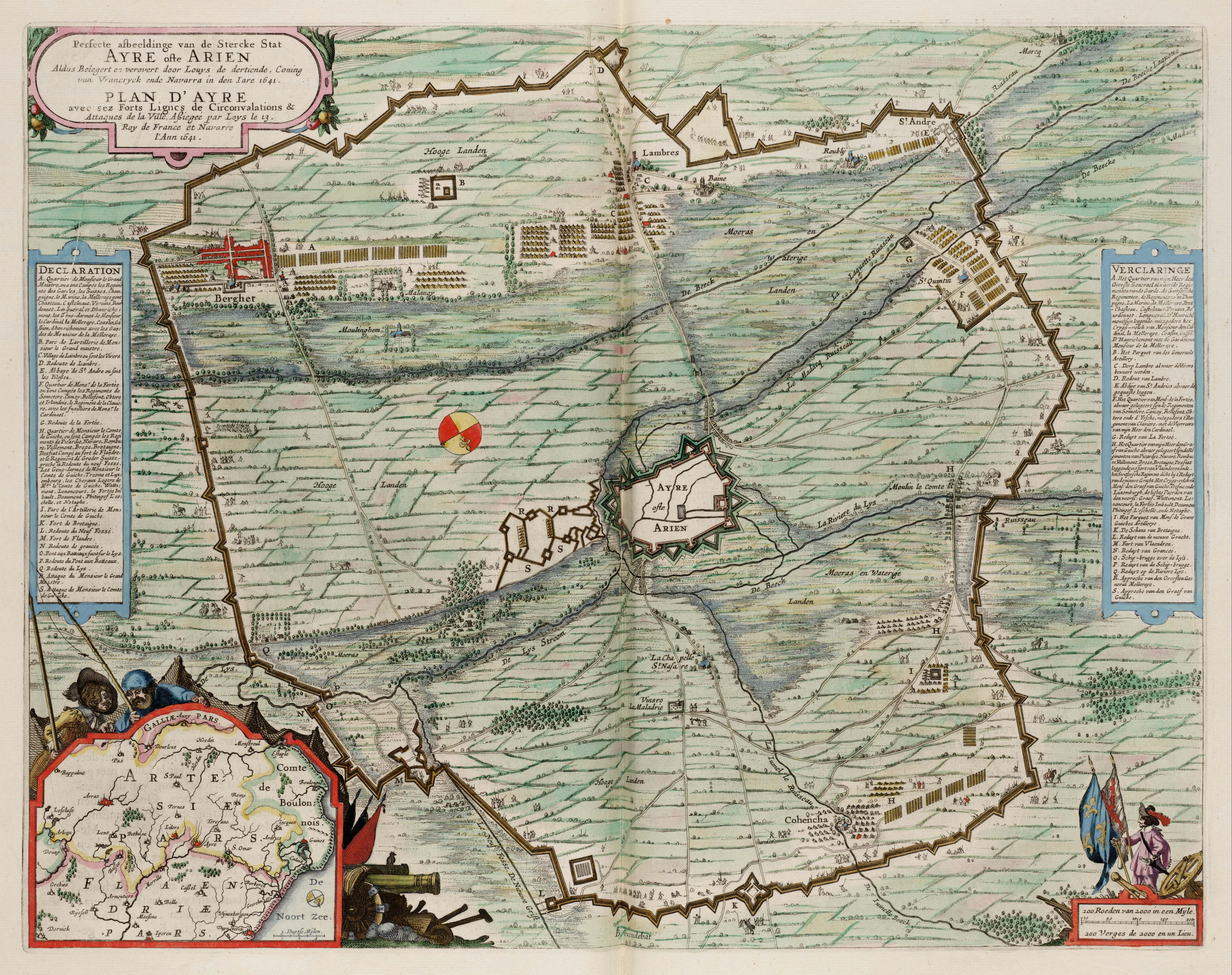
26 juillet : prise d’Aire-sur-la-Lys

- 26 juillet : prise d’Aire-sur-la-Lys (Artois) par les Français de La Meilleraye[17]. Ils doivent se retirer le 9 août devant les troupes de Lamboy, du cardinal-infant et du duc de Lorraine[21].

- 20 août : l'empereur Ferdinand III accorde une amnistie aux États qui n'ont pas accédé à la paix de Prague[15].
- 20-25 août : victoire navale de l'Espagne à la seconde bataille de Tarragone[23].
- Août : échec d'une conspiration indépendantiste en Andalousie, menée par le duc de Medina Sidonia et le marquis de Ayamonte contre la politique d'Olivares[19].

- 15 septembre : le comte d’Harcourt prend Coni, qui est remise à la régente de Savoie[17].
- 19 septembre : le traité de Péronne est signé entre Louis XIII et les institutions catalanes. Selon ce traité, le roi de France est reconnu comme comte de Barcelone[24].
- Septembre : les places fortes espagnoles de Lens, de Bapaume et de La Bassée tombent. Le royaume de France contrôle désormais de nouveau l'Artois[21].

- 7 octobre : dernier hommage de la Prusse à la Pologne. L’Électeur Frédéric-Guillaume Ier de Brandebourg est contraint de prêter serment d’allégeance au château de Varsovie[25].
- 10 octobre : clôture de la diète de Ratisbonne[18].

- 4 novembre : victoire espagnole sur la flotte hollandaise à la bataille du cap Saint-Vincent[26].

- 25 décembre : signature de préliminaires de paix à Hambourg par les envoyés de l'empereur, de la France et de la Suède ; ils fixent la tenue de conférences de paix à Münster et à Osnabrück au 25 mars 1642[15].

- En Russie, le droit de poursuivre les paysans en fuite est généralisé, mais limité à quinze ans[27]. La vente ou la cession de paysans est autorisée.

#### Îles britanniques
- 15 février : Triennal Act ; loi instituant la convocation régulière du Parlement (tous les trois ans) et interdisant sa dissolution par prérogative royale (10 mai)[28].
- 26 février : William Laud est emprisonné pour haute-trahison[29].
- 11 mai : échec de complots de l'armée visant à disperser le Long Parlement par la force, en mai et en novembre[30].
- 12 mai : exécution du comte de Strafford, obtenue par John Pym[31].
- 27 mai : le projet de loi « de la Racine et de la Branche » excluant les évêques de tout pouvoir séculier, de même que l’abolition de l’épiscopat, voté par les Communes le 11 mars, est présenté à la Chambre des lords qui le repoussent[32].
- 5 juillet : loi abolissant les juridictions d’exception, notamment celles de la Chambre étoilée et de la Haute Commission[31].
- 7 août : le Ship Money est déclaré illégal par le Parlement[33].
- 10 août : Charles Ier quitte Londres pour le Nord[31].
- 22 octobre : révolte des catholiques irlandais contre les protestants en Ulster dirigée par O'Neill, Maguire et Mac Mahon[31]. 8 000 colons anglais sont massacrés. Des catholiques sont massacrés par des protestants à Antrim. Kilkenny devient centre de la rébellion irlandaise (1641-1649).
- 23 novembre : le Parlement vote la Grande Remontrance à Londres, qui exige la suppression du ship-money et des innovations religieuses[34]. Elle est présentée au roi le 1er décembre[31].

## Naissance en 1641
- 18 janvier : Louvois, homme d'État français, ministre de Louis XIV († 16 juillet 1691).

- 8 février : Richard Jones (1er comte de Ranelagh), noble de la Pairie d'Irlande et membre des parlements d'Angleterre et d'Irlande († 5 janvier 1712).

- 10 mars : Jan Pietersz Zomer, graveur, dessinateur, peintre, marchand d'art et collectionneur néerlandais († 18 mai 1724).

- 17 mai : Pierre Mosnier, peintre français († 29 décembre 1703).

- 11 août : Adam Tribbechov, théologien protestant et historien allemand († 16 août 1687).

- 22 septembre : Jan van Kessel, peintre néerlandais de paysages  († 24 novembre 1680).

- 29 novembre : Andrea Lanzani, peintre baroque italien († 30 mai 1712).

- 21 décembre : Francesco Castiglione, peintre baroque italien († 1716).
- 27 décembre : Paul Mignard, peintre et graveur français († 5 octobre 1691).

- Date précise inconnue : Pasquale Rossi, peintre baroque italien († 28 juin 1722).

## Décès en 1641
- 3 janvier : Jeremiah Horrocks, astronome anglais (° 1619 ?).
- 4 janvier : Francis Clifford, 4e comte de Cumberland, lord lieutenant des comtés de Cumberland, Northumberland et Westmorland (° 30 octobre 1559).
- 11 janvier : Franciscus Gomarus, théologien des Pays-Bas espagnols (° 30 janvier 1563).
- 24 janvier : Felice Centini, cardinal italien (° 1562).
- 27 janvier : Marcin Wadowita, prêtre, théologien, professeur et chancelier de l'université de Cracovie (° 1567).
- 3 février : Gilles Ier de Maupeou seigneur d'Ableiges, administrateur français (° 3 avril 1553).
- 24 février : Francesco Usper, organiste et compositeur italien (° 1er novembre 1561).
- 10 avril : Anthonie Verstraelen, peintre paysagiste hollandais (° 1594).
- 13 avril : Richard Montagu, clerc et prélat anglais (° 1577).
- 16 avril : Le Dominiquin (Domenico Zampieri), peintre italien (° 21 octobre 1581).
- 20 avril : John Davenant, universitaire anglais et évêque de Salisbury (° 20 mai 1572).
- 29 avril : Hugues Picardet, procureur du roi au Parlement de Bourgogne (° 1560).
- ? avril : Marc Lescarbot, érudit, avocat, voyageur, écrivain et courtisan français (° vers 1570).
- 4 mai : Ōtomo Chikaie, daimyo du début de l'époque d'Edo de l'histoire du Japon (° 1561).
- 13 mai : André Frémiot, prélat français, archevêque de Bourges (° 26 août 1573).
- 25 mai : Konstanty Wiśniowiecki, voïvode de Belz, de Ruthenie, staroste de Czerkasy et Kamieniec (° 1564).
- 29 mai : Thomas Monson, 1er baronnet, homme politique anglais (° 1565).
- 27 juin : Michiel Jansz. van Mierevelt, peintre du siècle d'or hollandais (° 1er mai 1566).
- 30 juin : Jacob Vosmaer, peintre néerlandais (° vers 1584).
- 6 juillet : Louis de Bourbon-Soissons, comte de Soissons, cousin de Louis XIII, à la bataille de la Marfée (° 1604).
- 8 juillet : Balthasar Moretus, imprimeur flamand (° 23 juillet 1574).
- 15 juillet : Aernout van Buchel, archéologue, dessinateur et humaniste du Siècle d'or néerlandais (° 18 mars 1565).
- 24 juillet : Giovanni Francesco Guidi di Bagno, cardinal italien (° 1578).
- 27 juillet : Thomas Mun, homme d'affaires et économiste anglais (° 17 juin 1571).
- 4 août : Othon III de Brunswick-Harbourg, duc de Brunswick-Lunebourg et titulaire de l'apanage de Brunswick-Harbourg (° 30 mars 1572).
- 7 août : Gwanghaegun, quinzième roi de la Corée en période Joseon (° 25 avril 1575).
- 26 août : Jean-Jacques Bouchard, écrivain libertin français, auteur des Confessions (° 30 octobre 1606).
- Nuit du 30 au 31 août : Guy de la Brosse, botaniste et médecin français (° vers 1586).
- 6 septembre : Renée Burlamacchi, femme de lettres italienne (° 25 mars 1568).
- 15 septembre : Jean Suffren, religieux jésuite (° 30 novembre 1571).
- 21 septembre : Étienne Martellange, architecte des jésuites (° 22 décembre 1569).
- 22 septembre : Teofilo Gallaccini, érudit, humaniste et théoricien de l'architecture italien (° 22 septembre 1564).
- 3 octobre : Étienne Martellange, frère jésuite, architecte et peintre français (° 22 décembre 1569).
- 6 octobre : Erasmo Marotta, compositeur jésuite italien (° 1576).
- 24 octobre : Henry Spelman, historien anglais (° 1562).
- ? octobre : Robert Burhill, ecclésiastique et controversiste anglais (° 2 février 1572).
- 1er novembre : Jan van de Velde le Jeune, peintre, dessinateur et graveur néerlandais (° 1593).
- 2 novembre : René Breslay, évêque de Troyes (° 1557).
- 9 novembre : Ferdinand d'Autriche, gouverneur des Pays-Bas espagnols (° 1609 ou 1610).
- 21 novembre : Jean Gaspard de Stadion, comte de Weikersheim, seigneur de Freudenthal et d’Eulenburg, grand maître de l'ordre Teutonique, président du Conseil aulique et Conseiller privé de l'empereur Ferdinand II (° 21 décembre 1567).
- 6 décembre : Françoise de Montmorency-Fosseux, aristocrate française (° 1566).
- 9 décembre : Antoine Van Dyck, peintre et graveur flamand (° 22 mars 1599).
- 13 décembre : Sainte Jeanne de Chantal, religieuse visitandine (° 23 janvier 1572).
- 22 décembre : Maximilien de Béthune, duc de Sully, principal conseiller du roi de France, Henri IV (° 13 décembre 1559).
- 27 décembre : François van Aerssen, ambassadeur des États généraux des Provinces-Unies en France, à Venise et en Angleterre (° 27 septembre 1572).
- Date précise inconnue :
  - Sidi M'hamed el-Ayachi, marabout et chef militaire marocain (° 1563).
  - Niccolò Barbieri, acteur et auteur dramatique italien (° 1576).
  - Ercole Bazzicaluva, peintre et graveur italien (° 1590).
  - Arthur Johnston, médecin et poète écossais (° vers 1579).
  - Giovanni Battista della Torre, peintre italien de l'école de Ferrare (° 1585).
  - Adam van Noort, peintre et dessinateur flamand (° 1562).
  - Cristoforo Rustici, peintre italien de l'école siennoise (° 1552).
  - Andrea Spinola, 99e Doge de Gênes (° 1562).
  - Lazzaro Tavarone, peintre maniériste italien se rattachant à l'école génoise (° 1556).
  - Daniel Trézel, marchand, colon et planteur esclavagiste néerlandais aux Antilles (° 1576).
  - Artus Wolffort, peintre baroque flamand (° 1581).
- 1635 ou 1641 :
  - Léonard Gaultier, dessinateur, graveur et illustrateur français (° 1561).